# Beau Bassin-Rose Hill
Beau Bassin-Rose Hill è una città di Mauritius nonché il capoluogo del Distretto di Plaines Wilhems. Con 103 872 abitanti (Census 2000), è la seconda città più grande della repubblica, dopo la capitale.